# Musselman Arch
Pour les articles homonymes, voir Musselman.
 (août 2019).
Musselman Arch est une arche naturelle du comté de San Juan, dans l'Utah, aux États-Unis. Elle est protégée au sein du parc national des Canyonlands.